# Seipälampi
Seipälampi är en sjö i Finland. Den ligger i kommunen Sodankylä i landskapet Lappland, i den norra delen av landet, 800 km norr om huvudstaden Helsingfors. Seipälampi ligger 175,9 meter över havet. Arean är 20,7 hektar och strandlinjen är 1,83 kilometer lång. Sjön  ingår i Kemi älvs huvudavrinningsområde. 